# Слава (Липецкая область)
Сла́ва — деревня Пушкинского сельсовета Добринского района Липецкой области.
Находится на левом берегу реки Плавицы. Соединена автомобильным мостом с селом Новочеркутино.
С юга примыкает к центру поселения селу Пушкино; сегодня это фактически один населённый пункт.
Была основана предположительно в XVIII веке.

## Население
| 2010 |
| ---- |
| 108  |